# Liocranchia reinhardti
Liocranchia reinhardtii är en bläckfiskart som först beskrevs av Japetus Steenstrup 1856.  Liocranchia reinhardtii ingår i släktet Liocranchia och familjen Cranchiidae. Inga underarter finns listade i Catalogue of Life.

## Bildgalleri

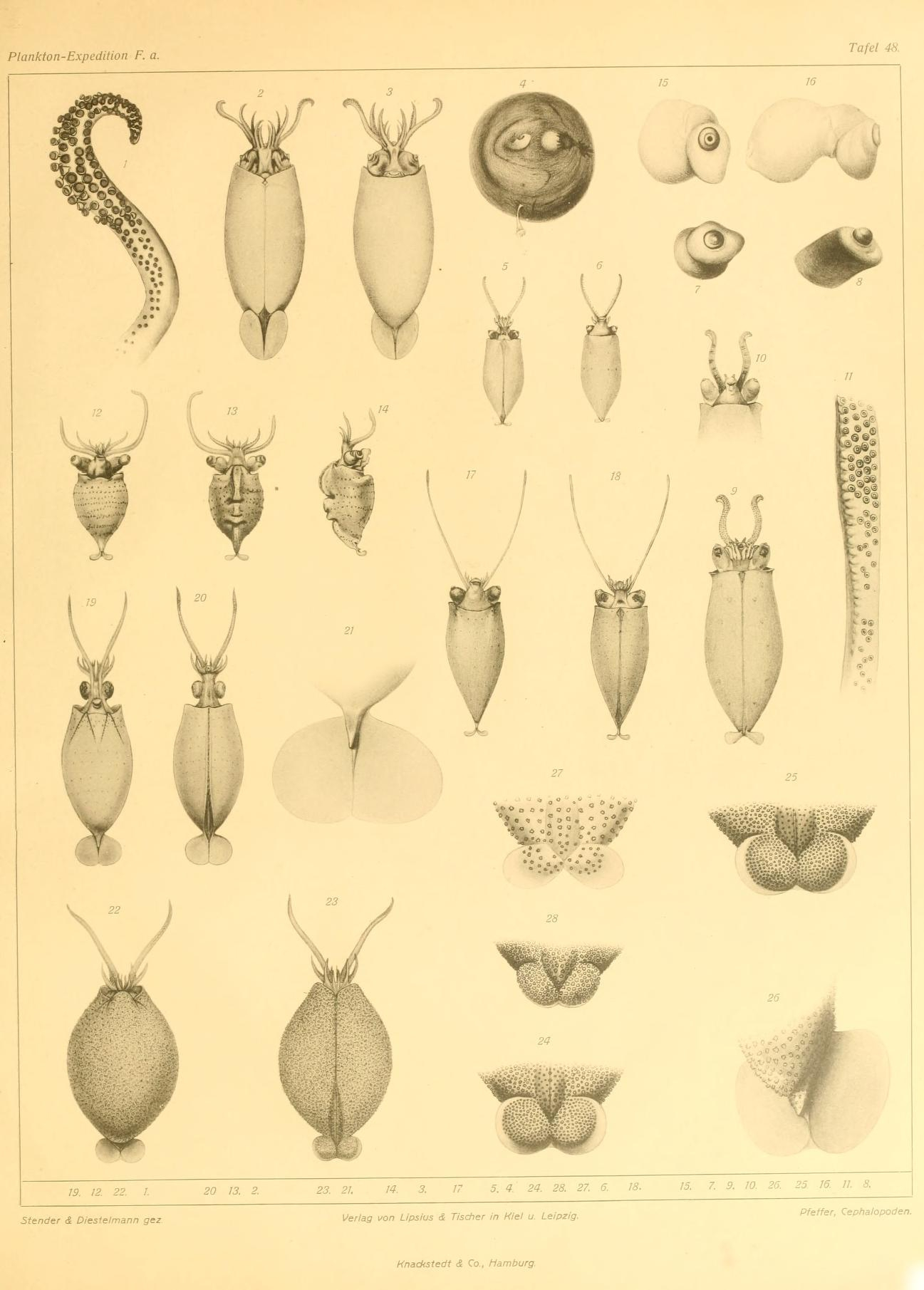